# Colfax Avenue
Pour les articles homonymes, voir Colfax.

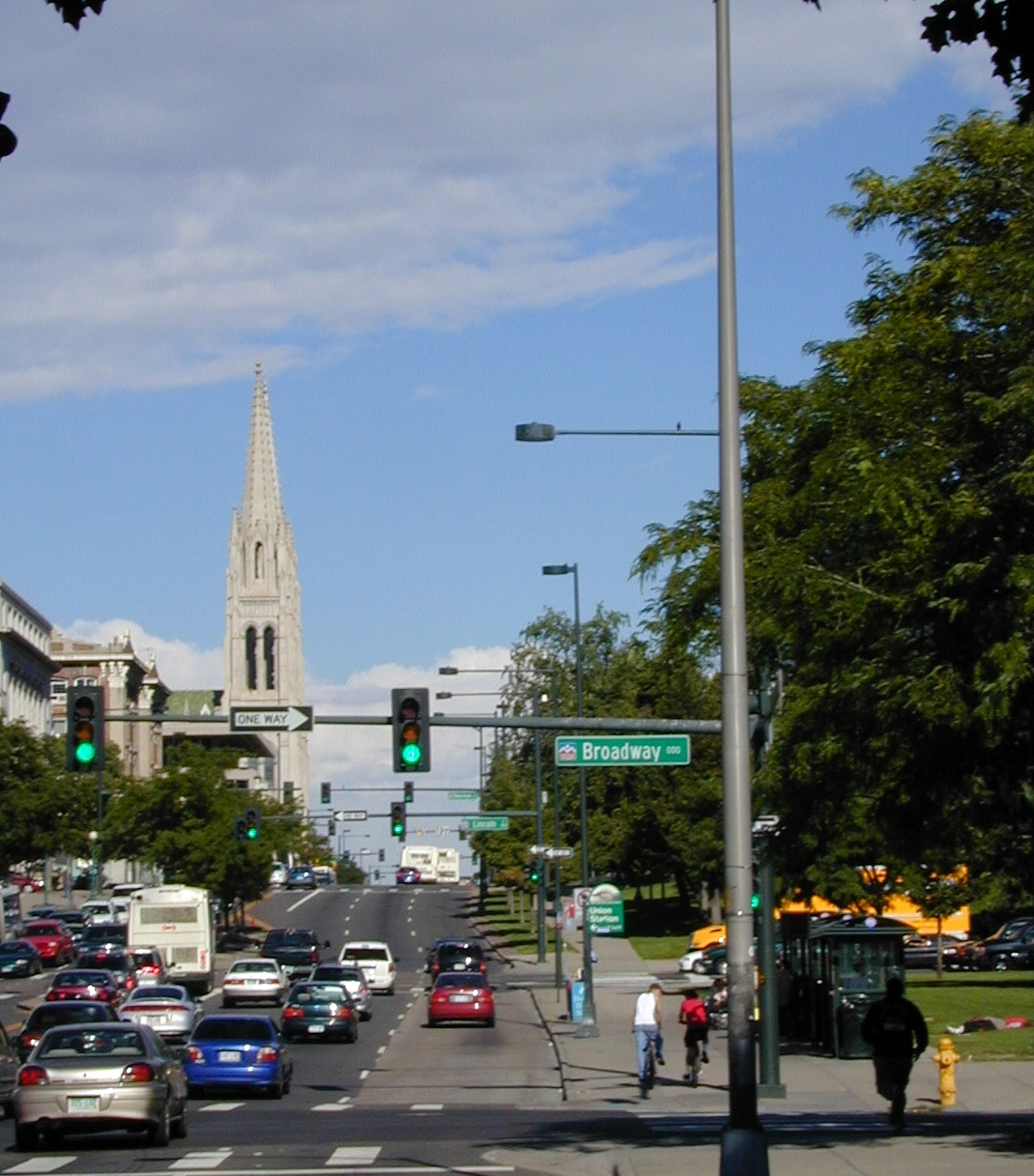
Colfax Avenue.

La Colfax Avenue ou Colfax est la rue principale qui traverse d'Est en Ouest la zone métropolitaine de Denver-Aurora dans le Colorado. Aussi nommée U.S. Route 40, elle était une des deux routes principales de Denver avant l'apparition du système des autoroutes inter-états américaines.
Elle se situe le long du 15e bloc d'habitations au nord du point zéro ce qui fait qu'elle devrait normalement se nommer 15e Avenue. Elle fut pourtant nommée Colfax en hommage au politicien Schuyler Colfax. 
Vers l'Est, elle traverse la ville d'Aurora. À l'Ouest, elle traverse les localités de Lakewood et de Golden. 
L'artère, une des plus utilisées de la région, est aussi reconnue pour être touchée par la prostitution et la criminalité. Ce phénomène ne touche qu'une petite portion de l'avenue, qui s'étend sur plus de 40 km de long.

## Histoire

### East Colfax
La partie Est de l'avenue nommée East Colfax, fut le point d'accès oriental le plus important pour Denver. Au début de Denver, la voie était bordée d'arbres et d'importantes habitations bourgeoises. Après la crise financière de 1893, l'habitat s'orienta plus vers les appartements en attirant plus une classe moyenne.
Après la Seconde Guerre mondiale, une grande partie de ses habitants partirent vers la banlieue de la ville. Seule la population plus pauvre resta en place.
À partir des années 1950, de nouvelles règles urbanistiques furent mises en place en vue de protéger le caractère de l'avenue. Avec la construction de l'Interstate 70, la zone fut moins utilisée par les touristes et cela eut un impact sur l'économie locale.

### West Colfax
La partie occidentale de la route, nommée West Colfax fut à l'origine un sentier utilisé par les chercheurs d'or lors de la ruée vers l'or du Colorado lorsque ceux-ci se dirigeaient vers les mines situées dans les montagnes plus à l'ouest. Cela remonte aux environs de 1859. Ensuite, elle devint une route importante pour le transport des marchandises vers ces montagnes. Son premier nom fut South Golden Road car il s'agissait de la route la plus au sud de Denver menant à la localité de Golden.
En 1914, la rue fut cimentée et devint une autoroute d'État et fut nommée U.S. Highway 40 vers 1937. À partir de la fin du XXe siècle, l'avenue profita de la révolution urbaine et de l'apparition de centres commerciaux. Elle fut au même moment désignée Colorado Heritage Corridor par le gouvernement du Colorado.

### Sites historiques
De nombreux bâtiments situés le long de l'avenue Colfax ont été classés sur le Registre national des lieux historiques :
- Basilique de l'Immaculée conception
- Civic Center Historic District
- Denver Mint
- West Side Court Building
- East High School
- Davies' Chuck Wagon Diner
- Jewish Consumptives' Relief Society
- Hill Section, Golden Hill Cemetery

## Culture populaire
- Dans l'épisode Erection Day du dessin animé South Park, le personnage de Jimmy essaie de se payer une prostituée au Colfax Point, un endroit de l'avenue reconnu pour son problème de prostitution. De même, dans le film Dernières heures à Denver, Jimmy Tosnia emmène une prostituée dans sa voiture sur East Colfax.

- Dans le film Monsieur Schmidt, le personnage interprété par Jack Nicholson conduit un véhicule sur East Colfax.